# لوک فن هویفخن
لوک فن هویفخن (الگو:Lang-دم؛ ۱ ژانویه ۱۹۲۹ – ۳۰ ژوئن ۲۰۱۳) بازیکن فوتبال اهل بلژیک بود.